# Antonia Malatesta
Antonia Malatesta (Rimini, 1451 – Luzzara, 25 de diciembre de 1483) era una noble italiana.

## Biografía
Era hija de Segismundo Pandolfo Malatesta, señor de Rimini y de Isotta degli Atti.
El 11 de enero de 1481 se casó con Rodolfo Gonzaga, señor de Luzzara,  Castiglione y Solferino. La pareja no tuvo hijos.
El 25 de diciembre de 1483 en Luzzara fue asesinada con una espada por Rodolfo quien la sorprendió enamorada de su profesor de danza Fernando Flores Cubillas.
Otra versión de la historia de la muerte de Antonia informa de que la esposa de Rodolfo había entrado en desacuerdo con Eusebio Malatesta, de origen judío y administrador de Federico I Gonzaga, en relación con la descendencia de este último. Eusebio en venganza refirió a Frederico, que Antonia estaba conspirando contra su primo Rodolfo y éste, por su propia seguridad, mató a su esposa en la plaza pública de Luzzara.